# Zeulenreuth
Zeulenreuth ist ein Gemeindeteil der Gemeinde Speichersdorf im Landkreis Bayreuth (Oberfranken, Bayern). Die Gemarkung Zeulenreuth hat eine Fläche von 0,873 km². Sie ist in 190 Flurstücke aufgeteilt, die eine durchschnittliche Fläche von 4597,14 m² haben.

## Lage
Das Dorf liegt nördlich des Kernortes Speichersdorf am Aubach und direkt an der am südlichen Ortsrand verlaufenden Bundesstraße 22.

## Geschichte
In Zeulenreuth gab es ursprünglich zwei Rittergüter; eine Hälfte war brandenburg-kulmbachisches Lehen. 1508 kam es zur Vereinigung beider Rittergüter. In der Fraisch unterstand es dem Kasten- und Stadtvogteiamt Bayreuth, was allerdings seit dem 18. Jahrhundert strittig war. Grundherren waren die Herren von Künsberg. Von 1791/92 bis 1803 unterstand Zeulenreuth dem preußischen Justiz- und Kammeramt Bayreuth. Am 30. Juni 1803 wurde u. a. Zeulenreuth an Pfalzbayern abgetreten.
Mit dem Gemeindeedikt wurde Zeulenreuth 1808 dem Steuerdistrikt Speichersdorf zugewiesen. Etwas später wurde die Ruralgemeinde Zeulenreuth gebildet. In der Verwaltung und Gerichtsbarkeit unterstand sie dem Landgericht Kemnath und in der freiwilligen Gerichtsbarkeit dem Patrimonialgericht Nairitz. 1946 erfolgte die Eingemeindung nach Speichersdorf.

## Baudenkmäler
- Haus Nr. 17: ehemaliges Schloss[15]